# Salmanticenses et Complutenses
Le Cours des Salmanticenses et le Cours des Complutenses sont des Cours de théologie et philosophie publiés respectivement par les Carmes de Salamanque (Collège de Saint Élie) et d'Alcalá (Collège de Saint Cyrille), de 1624 à 1769. Le Cours des Salmanticenses et le Cours des Complutenses furent très répandus dans tous les séminaires de la catholicité jusqu'à la Révolution française.

## Cursus theologicus salmanticensis
Le Cursus theologicus salmanticensis est un célèbre cours de théologie composé par six théologiens carmes déchaux du couvent Saint Élie de Salamanque au XVIIe siècle. Ce couvent avait été fondé en 1581, du vivant et selon le conseil de sainte Thérèse d'Avila. La composition du Cursus theologicus salmanticensis s'étale sur quelque soixante-dix ans, durant les trois derniers quarts du XVIIe siècle. Ce Cursus n'est pas, à proprement parler, un commentaire à la Somme théologique de saint Thomas d'Aquin, mais plus précisément un ensemble de « disputationes » et de « dubia » sur un certain nombre de questions théologiques suggérées à l'occasion du texte thomasien. Son initiateur fut Antonio de la Madre de Dios (1583-1637) : ce philosophe et théologien carme était également l'auteur de la majeure partie du Cursus philosophique des carmes déchaux d'Alcalá (les Complutenses). C'est lui qui rédigea les divers traités relatifs à la question de Dieu et à celle des anges. Le deuxième principal écrivain était Domingo de Santa Teresa (1606-1654). Il enseigna pendant 24 ans à Salamanque, jusqu'à son élection comme définiteur général de l'Ordre. Domingo de Santa Teresa a rédigé une bonne partie de la morale. Juan de la Anunciación rédigea les traités De gratia, De gratia, justificatione et merito (t. 5-6, Lyon, 1679), De fide et spe (t. 7, 1679), De caritate et statu religioso (t. 8, 1679), De incarnatione (t. 9-10, Lyon, 1687, et Cologne, 1691), De sacramentis in communi et De eucharistia (t. 11, Barcelone, 1694) et une partie du De poenitentia (t. 12, 1re p., Lyon, 1704, 2e p., Madrid, 1712).  Ce cours est l'un des chefs-d'œuvre les plus accomplis du thomisme du XVIIe siècle. Il se singularise aussi par son excellent dossier patristique sur chaque question.

## Cursus philosophicus Complutensis
Tandis qu'à Salamanque primait le collège de Saint Élie, à Alcalá de Henares c'était le collège de Saint Cyrille. Et ce sont encore ici les carmes qui ont contribué à la gloire de l'institution par un autre Cursus, philosophique celui-là, les Complutenses, qui parurent depuis 1624. Ils constituent un vaste recueil de « disputationes » sur l'œuvre d'Aristote commentée dans le sens thomiste.